# Новогригорівка (Генічеський район)
Новогриго́рівка (крим. Yalıñız Ağaç, колишні назви — Ялиниз-Агач, Гірки) — село в Україні, у Генічеській міській громаді Генічеського району Херсонської області. Населення становить 2408 осіб.

## Географія
У селі бере початок балка Безіменна.

## Населення

### Мова
Розподіл населення за рідною мовою за даними перепису 2001 року:
| Мова       | Кількість | Відсоток |
| ---------- | --------- | -------- |
| російська  | 1819      | 75.54%   |
| українська | 578       | 24.00%   |
| вірменська | 8         | 0.33%    |
| румунська  | 3         | 0.13%    |
| Усього     | 2408      | 100%     |

## Історія
Історична назва поселення — Ялиниз-Агач (крим. Yalıñız Ağaç), що означає на кримськотатарській мові «Одиноке Дерево». Ця топонімічна назва у формі Ienitsch Agosch вже згадується на німецькій карті 1788 року. Перша згадка про заснування поселення відноситься до 1794 року, коли поручик Біймамбет мурза отримав для поселення десяти дворів землю на Перекопському степі при урочищі «Алиниз Агач». Надалі тут знаходилось Татарське Волосне Управління.

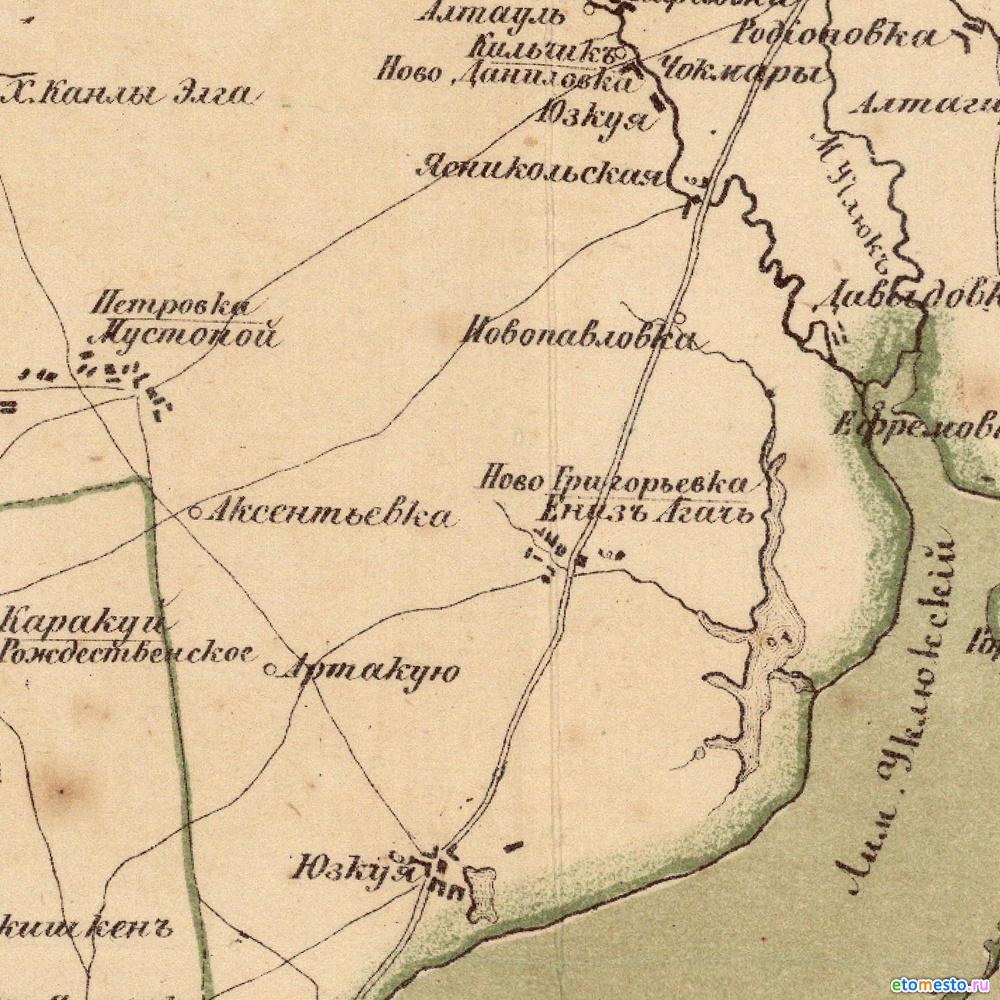
Henichesk Rayon on Maps created by Schubert in 1859

Після подій кримської війни кримськотатарське та ногайське населення волості почало зазнавати утисків та почало масово емігрувати закордон. Піком еміграції стали 1860—1861 роки. Як наслідок, багато будинків в Ялиниз-Агач залишилися порожніми. У цей період було ліквідовано Татарську Волость.
У 1862 році будинок Татарського Волостного Управління було передано церковній громаді і використовувався нею до побудови церкви у 1881 р.
Станом на 1886 рік у селі Юзкуйської волості мешкало 2211 осіб, налічувалось 408 дворових господарств, існували молитовний будинок, школа, поштова станція, 8 лавок, цегельний завод та 2 постоялих двори, відбувалось 2. ярмарки на рік: 17 березня та 26 жовтня, базари по неділях.
Під час організованого радянською владою Голодомору 1932—1933 років померло щонайменше 112 жителів села.
12 червня 2020 року, відповідно до Розпорядження Кабінету Міністрів України № 726-р «Про визначення адміністративних центрів та затвердження територій територіальних громад Херсонської області», увійшло до складу Генічеської міської громади.
17 липня 2020 року, в результаті адміністративно-територіальної реформи та ліквідації  колишнього Генічеського району увійшло до складу новоутвореного Генічеського району. Окуповане російськими військами 24 лютого 2022 року.
24 лютого 2022 року село тимчасово окуповане російськими військами під час російсько-української війни.